# Mario Galassi
Mario Galassi (Roma, 9 luglio 1917 – Marsala, 28 maggio 1987) è stato un calciatore italiano, di ruolo centrocampista o attaccante e poi in tutti gli altri ruoli eccetto che in porta.

## Carriera
Cresciuto nella Roma, nel 1938 dovendo svolgere il servizio militare a Palermo gioca nella Juventina Palermo, che lascia dopo il congedo. Gioca ancora in prestito nel Marsala e di nuovo nella Juventina Palermo, dove resta anche per il campionato di Serie C 1941-1942 dopo la fusione e il cambio di denominazione in Palermo-Juventina. Al termine del campionato la squadra del capoluogo siciliano viene promossa in Serie B; con i rosanero vince anche il Campionato siciliano 1944-1945.
Dopo la fine della guerra si svincola definitivamente dalla Roma e rimane a Palermo dove gioca 7 partite nel Girone misto Serie A-B Centro-Sud della Divisione Nazionale durante la stagione 1945-1946. Chiude la carriera nelle serie minori siciliane con sei stagioni nel Marsala e una nel Mazara.

## Palmarès

### Club

#### Competizioni nazionali
- Serie C: 1

Palermo-Juventina: 1941-1942

#### Competizioni regionali
- Campionato siciliano: 1

Palermo: 1945